# David Fromkin
David Fromkin (né à Milwaukee le 27 août 1932, et mort à New York le 11 juin 2017) est un auteur, juriste, et historien américain, connu surtout pour son importante contribution à l'histoire récente du Moyen-Orient, A Peace to End All Peace (1989), où il rapporte le rôle clé qu'a joué la politique européenne dans la région entre 1914 et 1922 en relation avec la situation actuelle. Il a écrit sept livres, dont le plus récent en 2004, Le dernier été de l'Europe : Qui a déclenché la Première Guerre mondiale ?

## Biographie
Diplômé de l'Université de Chicago et de l'University of Chicago Law School, il est professeur d'histoire et de relations internationales à l'Université de Boston, où il est aussi directeur du Frederick S. Pardee Center for the Study of the Long-Range Future.
Fromkin est également membre du comité éditorial du Middle East Quarterly, une publication du think tank Forum du Moyen-Orient.